# Suga Free
Pour les articles homonymes, voir Suga (homonymie).
Suga Free, de son vrai nom Dejuan Walker, né le 17 janvier 1970 à Pomona, en Californie, est un rappeur américain. Suga Free est un rappeur faisant l'apologie du proxénétisme, il incarne, à lui seul, la nouvelle génération du pimp rap.
Il doit son relatif succès à sa manière de rapper très originale : très rapide et aux variations sauvages, tout en sachant adopter un style plus calme. Sa carrière musicale est réellement lancée en 1997 alors qu'il avait 27 ans, sa carrière étant auparavant entièrement consacrée au proxénétisme.

## Biographie
Suga Free est né à Oakland et élevé à Compton, déménageant plus tard à Pomona, en Californie. Il lance sa carrière musicale aux côtés de DJ Quik, qui produit son premier album, Street Gospel, publié en 1997, qui atteint la 37e place du classement Billboard R&B Albums,,. Il participe aux albums Restless de Xzibit, Tha Last Meal de Snoop Dogg en 2000, et publie un deuxième album en 2004, The New Testament, qui atteint la 23e des R&B Albums et la 72e place du Billboard 200,. Just Add Water suit en 2006. Pour l'album, Suga est décrit comme drôle et charismatique par le Chicago Tribune.

## Discographie
- 1997 : Street Gospel
- 2004 : The New Testament 72
- 2004 : Konnectid Project, Vol. 1 (Avec Mausberg)
- 2006 : Suga Free's Congregation
- 2006 : The Features Vol. 1 & 2
- 2006 : Just Add Water
- 2007 : Sunday School
- 2008 : Smell My Finger
- 2009 : Hi Power Pimpin
- 2019 : The Resurrection